# Chróścielów
Chróścielów (deutsch Krastillau, tschechisch Chrastělovo) ist eine Ortschaft in Oberschlesien. Der Ort liegt in der Gmina Kietrz im Powiat Głubczycki in der Woiwodschaft Oppeln in Polen.

## Geographie

### Geographische Lage
Das Angerdorf Chróścielów liegt 13 Kilometer westlich des Gemeindesitzes Kietrz, 23 Kilometer südöstlich der Kreisstadt Głubczyce (Leobschütz) sowie 85 Kilometer südlich der Woiwodschaftshauptstadt Opole (Oppeln). Der Ort liegt in der Nizina Śląska (Schlesische Tiefebene) innerhalb der Płaskowyż Głubczycki (Leobschützer Lößhügelland). Der Ort liegt an der stillgelegten Bahnstrecke Baborów–Opava.

### Ortsteile
Ortsteile von Chróścielów sind Gniewkowice (Annahof) und Kolonia Zachód.

### Nachbarorte
Nachbarorte von Chróścielów sind im Norden Rogożany (Rosen), im Nordosten Nowa Cerekwia (Deutsch Neukirch), im Südosten Lubotyń (Liptin) sowie im Südwesten Nasiedle (Nassiedel).

## Geschichte

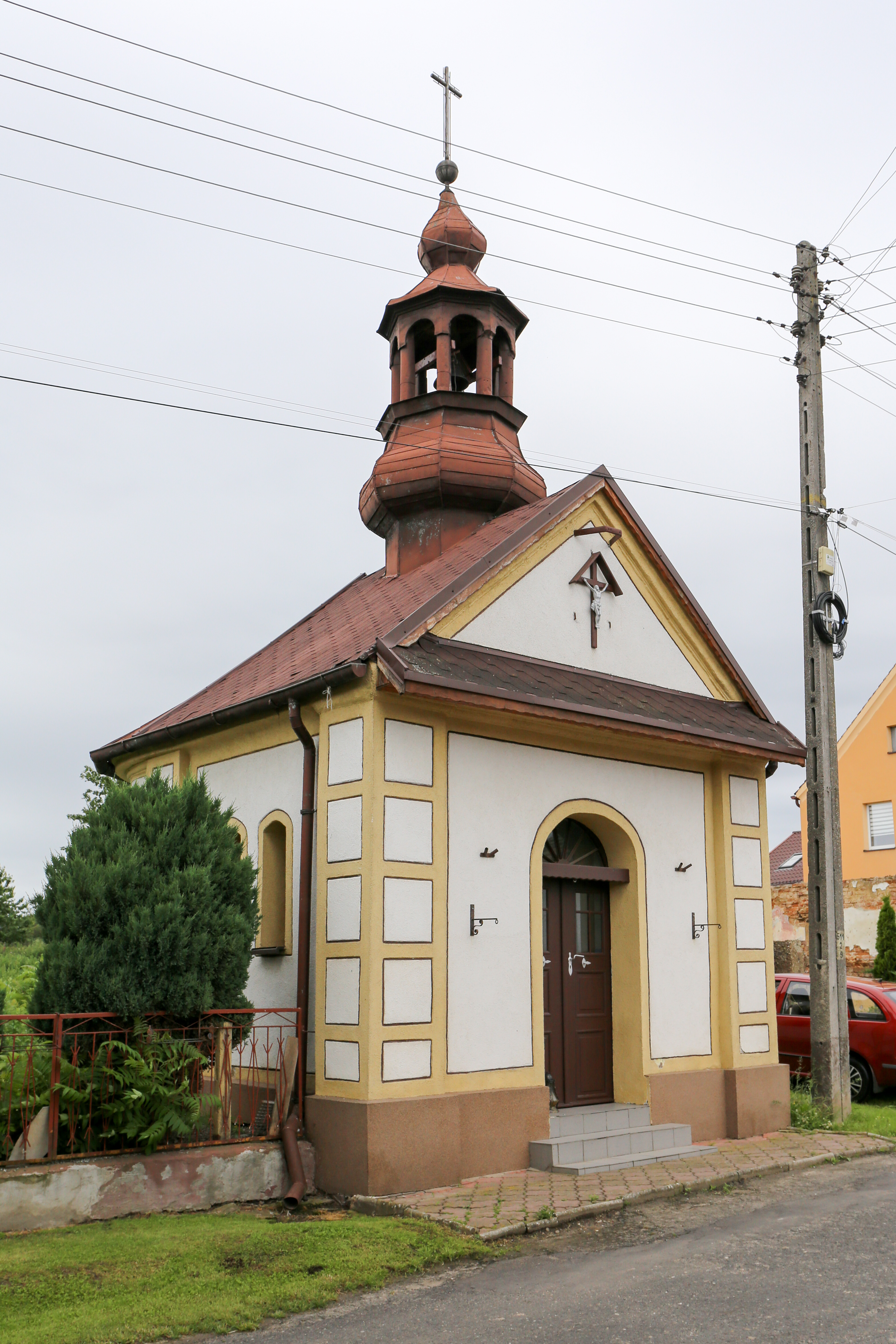
Kapelle

Der Ort wurde 1377 erstmals als Crostolow erwähnt. 1434 erfolgte eine Erwähnung als Chrastelowsky . Der Ortsname leitet sich vom Personennamen Chrastel  ab, das Dorf des Chrastel.
Nach dem Ersten Schlesischen Krieg 1742 fiel Krastillau mit dem größten Teil Schlesiens an Preußen.
Nach der Neuorganisation der Provinz Schlesien gehörte die Landgemeinde Krastillau ab 1816 zum Landkreis Leobschütz im Regierungsbezirk Oppeln. 1845 bestanden im Dorf ein Vorwerk (Neuhof), eine Windmühle (Rothe Mühle) und 99 Häuser. Im gleichen Jahr lebten in Krastillau 564 Menschen, allesamt katholisch. 1860 wurde im Ort eine Schule eingerichtet. 1861 zählte Krastillau 636 Einwohner sowie einen Kretscham, 27 Gärtner- sowie 23 Häuslerstellen. 1874 wurde der Amtsbezirk Nassiedel gegründet, welcher die Landgemeinden Krastillau und Nassiedel und die Gutsbezirke Krastillau und Nassiedel umfasste.
Bei der Volksabstimmung in Oberschlesien am 20. März 1921 stimmten in Krastillau 275 Personen für einen Verbleib bei Deutschland und 2 für Polen. Krastillau verblieb wie der gesamte Stimmkreis Leobschütz beim Deutschen Reich. 1933 zählte der Ort 697 sowie 1939 693 Einwohner. Bis 1945 gehörte der Ort zum Landkreis Leobschütz. Am 22. März 1945 flüchtete die Bevölkerung in Richtung Sudetenland. Durch Kampfhandlungen wurde 20 % der dörflichen Bebauung zerstört.
1945 kam der bisher deutsche Ort unter polnische Verwaltung, wurde in Chróścielów umbenannt und der Woiwodschaft Schlesien angeschlossen. Am 1. Juni 1945 kehrte ein Großteil der zuvor geflüchteten Bevölkerung zurück. Im Sommer 1946 wurde die deutsche Bevölkerung des Ortes vertrieben. 1950 wurde Chróścielów der Woiwodschaft Oppeln zugeteilt. 1999 wurde es Teil des wiedergegründeten Powiat Głubczycki.

## Sehenswürdigkeiten

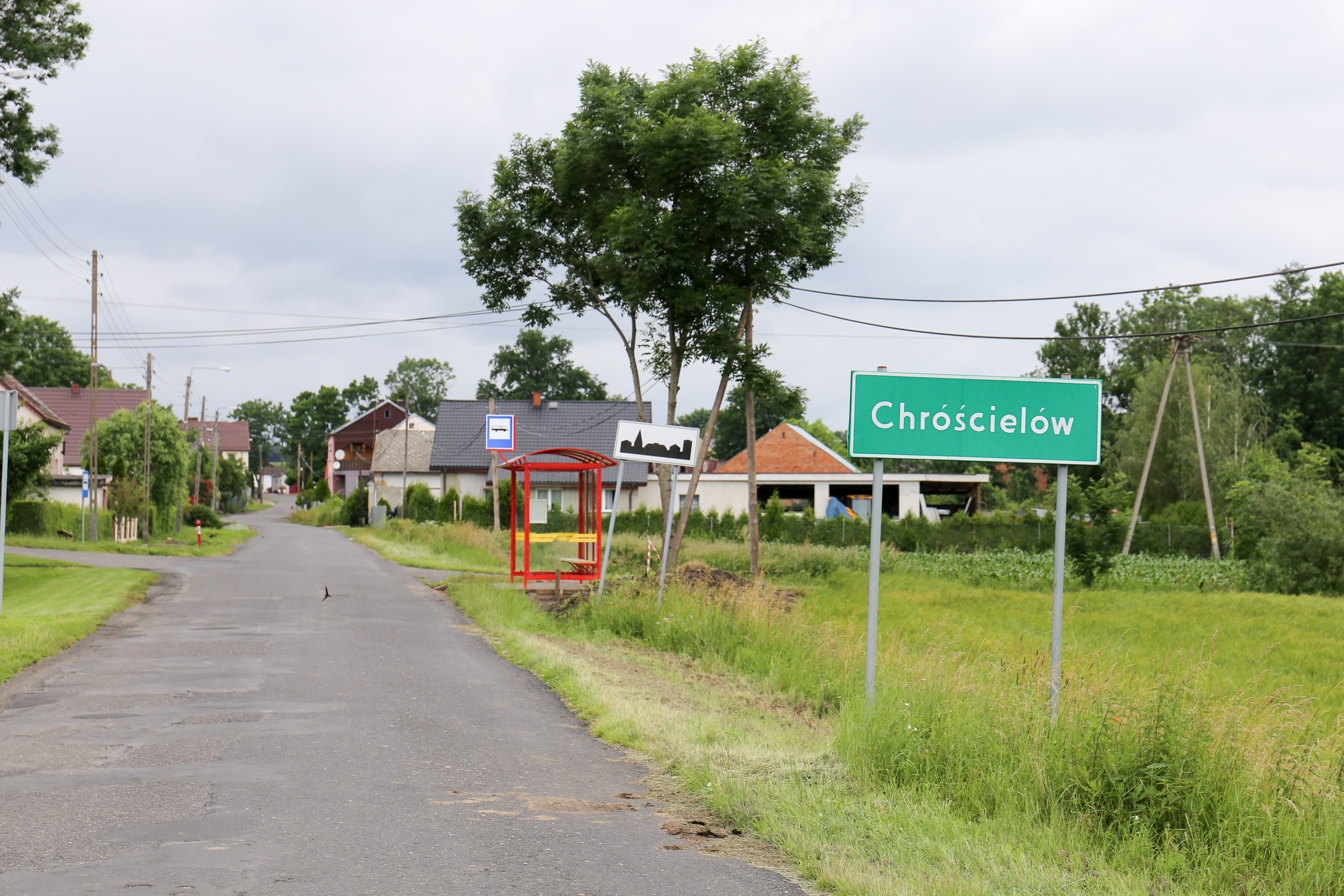
Ortseingang

- Barocke Wegekapelle mit Zwiebelhaube und Laterne
- Steinernes Wegekreuz
- Hölzerne Wegekreuze

## Vereine
- Freiwillige Feuerwehr OSP Chróścielów